# Милич (гмина)
Милич (пол. Milicz) — городско-сельская гмина (волость) в Польше, входит как административная единица в Миличский повет, Нижнесилезское воеводство. Население 11482 человек (на 2017 год).

## Демография
| Перепись                       | Всего   | Всего | Женщины | Женщины | Мужчины | Мужчины |
| ------------------------------ | ------- | ----- | ------- | ------- | ------- | ------- |
| Единицы                        | человек | %     | человек | %       | человек | %       |
| Население                      | 24 308  | 100   | 12 224  | 50,3    | 12 084  | 49,7    |
| Плотность населения (чел./км²) | 55,8    | 55,8  | 28,1    | 28,1    | 27,7    | 27,7    |

## Соседние гмины
1. Гмина Цешкув
2. Гмина Ютросин
3. Гмина Кроснице
4. Гмина Одолянув
5. Гмина Пакослав
6. Гмина Равич
7. Гмина Сосне
8. Сульмежице
9. Гмина Тшебница
10. Гмина Завоня
11. Гмина Здуны
12. Гмина Жмигруд